# 先進先出和後進先出會計法
先進先出法（英語：First In, First Out，FIFO）是一种存货记账方法，假设用于再加工、出售的原材料或产品存货是最早购入的存货。最早购入的存货成本作为利润表中的主营业务成本，后购入的存货成本作为资产负债表中的存货计价。即愈早買入的存貨愈先結轉。后进先出法（英語：Last In, First out，LIFO）為與之相反的記帳法，以較晚買入的的存貨成本先結轉。两者共同点为，期初存货+本期新增存货=期末存货+本期已售存货。
先进先出法的优势在于，资产负债表中的存货价值更接近于存货的当前市场价格，使得投资者对存货价值的把握更为准确；同时也符合存货使用或生产的正常逻辑。但相应的，利润表中的主营业务成本就可能与最新的存货市场价格有差别。
在通货膨胀环境中举例对比：采用先进先出法，主营成本中的原材料成本是较早时间采购的价格较低的原材料，如果公司产品价格也因通胀因素上涨，就会推高公司利润。相反，如果采用后进先出法，损益表中的成本和毛利就更为真实，公司利润不会因通胀因素出现虚增，同时公司可以通过较高的账面成本而制造较低的利润，从而减少应缴税款。
国际财务报告准则禁止公司采用后进先出法，目前世界大多数公司也都采取先进先出法，而且一般不会频繁改变存货会计政策。如果一旦改变，通常会令当期业绩出现较大变动，这也是公司管理层操纵业绩的手段之一，对此投资者需要有所辨别。在某些不遵守国际财务报告准则的地区（如美国），企業有機會利用高低存貨成本的結轉，輕易地操縱企業的獲利數字，導致財務報表無法真實表達企業的經營狀況，所以會計上針對存貨成本记账法的转换有一定的規範。
除这两者之外，存货成本的计算还有加权平均法，取（期初结存存货成本＋本期购入存货成本）/（期初结存存货数量＋本期购入存货数量）得到期间内的存货加权平均成本。